# Raúl Alcalá
Raúl Alcalá (født 16. februar 1964 i Monterrey) var en professionel cykelrytter, Han vandt 32 sejre i sin aktive karriere mellem 1986 og 1994 og var blandt andet den første mexicanske cykelrytter som deltog i Tour de France.
I 1987 vandt han den hvide ungdomstrøje i Tour de France.